# ادی گیبیس
ادی گیبیس (انگلیسی: Eddie Gibbins; ۲۴ مارس ۱۹۲۶ – ۷ اوت ۲۰۱۱) بازیکن فوتبال اهل بریتانیا بود.
از باشگاه‌هایی که در آن بازی کرده‌است می‌توان به باشگاه فوتبال تاتنهام هاتسپر اشاره کرد.